# Línguas Estrangeiras Aplicadas
O curso de Línguas Estrangeiras Aplicadas (LEA) é um bacharelado multidisciplinar dentro da área de humanas e com diferentes aplicabilidades e modalidades. O curso é ofertado em diferentes universidades ao redor do mundo, com diferentes áreas de aplicação e de estudo, sendo área de estudos comuns de cada LEA no mundo o estudo de economia, comércio internacional, tecnologia da informação e comunicação, comunicação, tradução aplicada e ao menos duas línguas estrangeiras.
O curso de LEA possui graduações em universidades da Alemanha, Brasil, Bulgária, Egito, França, Líbano, Marrocos, Moldavia, Portugal, Romênia e Rússia.

## Origem
O curso de Línguas Estrangeiras Aplicadas surgiu em 1970, na França, com o objetivo de substituir os cursos de tradução e alguns cursos de línguas estrangeiras, tendo como objetivos, também, formar profissionais que possam aplicar o conhecimento das línguas para além da área de linguística e docência. Atualmente o curso de LEA está presente em mais de 50 universidades francesas. 

## No Brasil
No Brasil existe atualmente quatro opções de graduação em LEA, divididas em duas modalidades. A primeira, Línguas Estrangeiras Aplicadas às Negociações Internacionais é ofertado pela Universidade Estadual de Santa Cruz (UESC), pela Universidade Federal da Paraíba (UFPB) e pelo Centro Federal de Educação Tecnológica Celso Suckow da Fonseca (CEFET-RJ). A segunda aplicação, Línguas Estrangeiras Aplicadas ao Multilinguismo e à Sociedade da Informação é ofertado pela Universidade de Brasília (UnB).

### Línguas Estrangeiras Aplicadas às Negociações Internacionais (LEA-NI)

#### LEA-NI na Universidade Estadual de Santa Cruz
Universidade precursora do curso de LEA no Brasil e na América Latina, teve sua primeira turma no primeiro semestre de 2003, fruto de convênios assinados em 1999 e 2000 entre a UESC e a Universidade de La Rochelle, com o apoio da Embaixada da França no Brasil. Entretanto, o curso foi reconhecido pelo Conselho Estadual de Educação apenas em 2008. Dentro da UESC o curso está lotado dentro do departamento de Letras e Artes, e possui matérias ofertadas por outros seis departamentos acadêmicos dentro da universidade.
No curso de LEA-NI da UESC, o graduado possui aula em matérias de economia, administração, direito, história, cultura, contabilidade, negociações internacionais e três línguas estrangeiras: inglês, francês e espanhol. Ao final do curso é necessário que o estudante entregue uma monografia para se formar. Durante o curso, o estudante deve realizar três estágios obrigatórios diferentes, sendo dois de preferência no exterior.

##### Convênios
Os alunos de LEA da UESC têm acesso a todos os convênios que a UESC tem acordo, entretanto há quatro universidades que possuem convênio direto com o LEA-NI na UESC:
- Université de La Rochelle (França);
- Université Paul-Valéry Montpellier (França);
- University of St. Ambrose (Estados Unidos); e
- Universidad Complutense de Madrid (Espanha).

#### LEA-NI na Universidade Federal da Paraíba
Com a notícia da criação do primeiro curso de LEA na América Latina, em 2002 a UFPB demonstrou interesse no pré-projeto do curso, criando uma comissão departamental para analisar a implementação do curso na Paraíba. A comissão contou com o apoio e intercâmbio de conhecimentos dos docentes da UESC. Após finalizado os trabalhos da comissão, o curso não foi implementado na UFPB por falta de professores. Apenas em 2007, com o Programa de Restruturação e Expansão das Universidades Federais (REUNI), que o projeto retomou suas atividades, implementando o curso de LEA-NI na Paraíba no segundo semestre de 2009.

##### Convênios
Os alunos de LEA da UFPB têm acesso a todos os convênios que a UFPB tem acordo.

#### LEA-NI no Centro Federal de Educação Tecnológica Celso Suckow da Fonseca
Criado em 2014, o bacharelado no CEFET-RJ é o primeiro curso de LEA a ser ofertado no Sudeste, e quarto curso de LEA a ser criado no Brasil.

##### Convênios
Os alunos de LEA do CEFET têm acesso a todos os convênios que o CEFET tem acordo, entretanto há duas universidades que possuem convênio direto com o LEA-NI no CEFET:
- Université de La Rochelle (França); e
- Instituto Politécnico de Bragança (Portugal)[7].

#### Áreas de atuação do graduado em LEA-NI
Com a sua qualificação, o bacharel em LEA-NI é apto para atuar nas áreas de assessorias internacionais, diplomacia, consultorias em negociações internacionais, cultura, lazer, hotelaria e turismo, comércio, tradução, interpretação, internacionalização de empresas, marketing internacional e revisão de textos.

### Línguas Estrangeiras Aplicadas ao Multilinguismo e à Sociedade da Informação (LEA-MSI)

#### LEA-MSI na Universidade de Brasília
Criado em 2010 com a implementação do REUNI 2, a UnB é a primeira instituição brasileira a oferecer o curso de LEA em uma modalidade que difere das negociações internacionais. O LEA-MSI tem sua área de estudos focada nas tecnologias e na Sociedade da Informação, dando atenção à acessibilidade, às linguagens de programação e ao multilinguismo no ciberespaço. Expandindo os conhecimentos, o graduado em LEA-MSI estuda terminologia e lexicologia das línguas, acessibilidade no ciberespaço e no audio-visual e a inclusão linguística de línguas minoritárias e minorizadas.

##### Convênios
Os alunos de LEA da UnB têm acesso a todos os convênios que a UnB tem acordo, entretanto há duas universidades que possuem convênio direto com o LEA-MSI na UnB:
- Universidade de La Rochelle (França); e
- Universidade de Sorbonne (França).

#### Áreas de atuação do graduado em LEA-MSI
Com a sua qualificação, o bacharel em LEA-MSI é apto para atuar nas áreas de organização de conferências internacionais, tecnologia da informação, hotelaria e turismo, tradução, interpretação, revisão de textos, internacionalização de empresas, consultorias sobre acessibilidade audio-visual, criação de dicionários e glossários, realização de censos linguísticos e ciências da informação.